# Video Research
Video Research (jap. ビデオリサーチ, skrót VR) – japońska firma badawcza założona w 1962 roku z siedzibą w Tokio, która prowadzi ankiety medialne, takie jak ankiety oglądalności programów telewizyjnych, ankiety słuchaczy programów radiowych i ankiety marketingowe.

## Metoda badania oglądalności
Po wyemitowaniu specjalnych programów informacyjnych, z powodu nagłych wydarzeń lub klęsk żywiołowych, stacje telewizyjne mogą zaprzestać pomiaru oglądalności i nie ogłaszać ich, gdy pierwotnie planowany program został drastycznie zmieniony. Jednym z przykładów jest trzęsienie ziemi na półwyspie Noto, które miało miejsce wieczorem 1 stycznia 2024 roku, co doprowadziło do anulowania ogłoszenia oglądalności dla programów w godzinach największej oglądalności w tym dniu.

## Fałszowanie ocen
22 stycznia 2004 roku Video Research pozwał byłego producenta Nippon TV, domagając się od niego odszkodowania. Po tym, jak odkryto, że prosił zarejestrowanych widzów o oglądanie jego programów i płacił im pieniądze. Sprawa zakończyła się 10 marca 2005 roku polubowną ugodą między obiema stronami.